# ひろき
ひろき（1998年〈平成10年〉1月20日 - ）は、日本のYouTuber。本名：米山大樹。株式会社レイルズ代表取締役。明治大学文学部史学地理学科地理学専攻卒業。愛称は「新神戸ニキ」。

## 来歴
埼玉県出身。川越市立川越高等学校を卒業し、明治大学文学部へ進学。大学では地理学を専攻していた。大学4年時の2019年9月8日に、ひろき / 鉄道Channelを開設。同日より動画投稿を開始する。大学卒業後の2021年3月、株式会社レイルズを設立し、代表取締役に就任する。
2023年2月25日、26日には関東の大手私鉄である小田急電鉄とのコラボイベント「VSEで行く、夢の共演ツアーwith 鉄道系 YouTuber」に同じく鉄道系YouTuberであるがみ・西園寺・かんの、西園寺チームのメンバーであるたなか・ZAKIと共に参加する。
2023年8月2日から16日までLIFULLの運営する不動産・住宅情報サービス「LIFULL　HOME'S」が開催した、「ホームズ架空鉄道選手権」で審査員を務める。

## 人物
東武東上線沿線に住んでいた小学生の時に、祖父と共によく電車に乗りに行っており電車に興味を持つ。そして、小学6年生ぐらいからは根っからの鉄道ファンとなる。そのきっかけはネットサーフィンをしていた時に見て一目惚れした489系の急行能登に実際に乗車したことである。そして、お小遣いを貯めては寝台特急やブルートレインに乗っていた。これらの列車の引退後は鉄道からは一旦離れ、ヒッチハイクをして旅行するなどしていた。また、中学時代は陸上部に所属していた。高校時代は軽音楽部に所属し、バンドでギターを担当していた。

### 嗜好
- 最も好きな鉄道区間は、根室本線の落石～別当賀[12]。
- 一番好きな駅弁は直江津駅の「さけめし」[13]。
- 好きなアーティストはASIAN KUNG-FU GENERATIONで、バンドを始めたきっかけとなっている。また、海外のハードコア・メタルも聴いている[14]。
- 学生時代は9mm parabellum bulletをカバーしていた。
- 好きな食べ物はチーズ、好きな調味料はマヨネーズ[5]。
- 好きなアニメはデルトラ・クエスト[15]。

## 株式会社レイルズ
ひろきが代表取締役を務める会社。
- ”等身大・ありのまま”を大切にPR。
- 効果を最大限高められる努力をする。

これらの2つを理念に掲げ、様々な企業からの依頼を受け、動画やXでの広告掲載やPRを行っている。

## YouTube
当初はブログで情報発信をして広告収入を得ていたが、時代の流れからして、「これからは動画の方が伸びる」と考え、昔から好きだった鉄道を題材に動画投稿を開始する。
鉄道オタクとして長年培ってきたノウハウを届けて、視聴者に旅の素晴らしさを知ってもらいたいという思いを持っている。
鉄道チャンネルでは全国の公共交通機関に関する動画を投稿している。その他、自身の関心があった歴史や海外旅行を取り扱うチャンネルも開設している。
愛称の「新神戸ニキ」は、西園寺の動画に出演した際に、「関西の秘境駅と言えば？」というお題で新神戸駅に行き、猛ツッコミを受けたことによるものである。

### タイアップ

#### 小田急電鉄
2022年5月に小田急電鉄が開催したVSEを2編成使って追いかけっこする企画が大変好評であった。そこでこの特別企画をさらに盛り上げるため、2023年2月25日、26日に小田急電鉄と人気鉄道系YouTuberのコラボイベント「VSE で行く、夢の共演ツアーwith 鉄道系 YouTuber」として、特急ロマンスカー・VSEを2編成使って小田急線内を追いかけっこする企画を再び開催。
ひろきは同じく鉄道系YouTuberのがみ・西園寺・かんのと西園寺チームのメンバーであるたなか・ZAKIと共に、このVSEツアーをナビゲートした。

#### LIFULL
LIFULLの運営する不動産・住宅情報サービス「LIFULL　HOME'S」が調査し、ひろきがコメントを寄せた「実現してほしかった未成線ランキング」が多くのメディアに掲載され、 X（Twitter）や Yahoo!ニュースのコメント欄でも盛り上がりもみせた。これを受けて、2023年8月に、同社は「こんな鉄道があれば…」という妄想を全力で考える「 ホームズ架空鉄道選手権」を開催。ひろきは同じく鉄道系YouTuberの西園寺と共に審査員を務めた。ひろきが選ぶ特別賞「ひろき賞」が用意された。

## 出演

### 雑誌
- MEN'S NON-NO 2023年6月号（2023年5月9日発売、集英社）

### YouTube
- 【貸切】走り続ける電車の中で24時間生活してみた。（2024年8月31日公開、はじめしゃちょー）[23]